# Стопанство на Обединеното кралство
Обединеното кралство е държава в Западна Европа. То се дели на 4 историко-географски области: Англия, Уелс, Шотландия и Северна Ирландия.
Английската буржоазна революция (1642 – 1649 г.) допринася за ранното развитие на капитализма. Обединеното кралство е родина на капиталистическия строй и дълго време е най-голямата колониална, търговска, морска, финансова, индустриална и военна сила в света.
Днес Обединеното кралство е между седемте най-развити капиталистически страни в света. Докато през 1970 г. е давала 7,1% от промишленото производство на капиталистическия свят, през 1998 г. този дял е спаднал под 6%. През периода 1966 – 1970 г. промишленото производство на Обединеното кралство нараства едва с 9%. В застой са много от отраслите – стоманолеярната, корабостроителната, текстилната, автомобилната промишленост. Съкратени са 25% от работниците. Безработните са над 3 млн. души (13% от трудоспособното население).
Във Обединеното кралство е налице концентрация на капитала. Едва 1% от собствениците владеят 43% от богатствата на страната, 8% от населението прислугва на богатите, около 100 компании произвеждат 50% от промишлената продукция и само 1% от притежателите получават 50% от доходите.
Брутният национален продукт на страната през 1996 г. възлиза на 1097 млн. долара (по 18 700 на глава), като така се нарежда на четвърто място в Европейския съюз след Германия, Франция и Италия.

## Промишленост
Между старите промишлени отрасли са каменовъглената, корабостроителната промишленост, металургията, машиностроенето и металообработването. Нови отрасли са автомобилната промишленост, самолетостроенето, електрониката, електротехниката.

### Енергетика
Дълго време въглищата са главен енергетичен и топлинен източник в страната. До 1910 г. Обединеното кралство господства на световния пазар с износ на въглища. През 1913 г. са изкопани 292 млн. т, а през 1937 г. – 244 млн. т, от които 41 млн. т са изнесени в чужбина. През 1989 г. производството е намаляло до 100 млн. т, а през 1996 г. – 49 млн. т. Делът на въглищата в енергопотреблението е 35%. Най-голямо значение имат Йоркшърският басейн (60%), Нортъмбърланд-Дърамският (13%), Южно-Уелският (8%), Ланкшърският и други.
Докато през 1972 г. Обединеното кралство е внесло и преработило в страната 85 млн. т суров нефт главно от Близкия изток, през 1996 г. в шелфа на Северно море са добити 131 млн. т нефт и 90 млрд. куб. м газ. Така Обединеното кралство става втора страна в Европа след Русия по количество на добивите на нефт и газ и не само че задоволява своите нужди, но се очертава като износител на течни горива.
Над 60% от електроенергията се произвежда в ТЕЦ, разположени във въгледобивните и потребителските райони. Делът на ВЕЦ е ограничен. Изградени са 30 атомни енергоблока, произвеждащи над 15% от електроенергията на страната. АЕЦ „Уилф“ е една от най-големите в света. През 1996 г. са произведени 330 млрд. кВтч електроенергия.

## Черна металургия
Черната металургия е традиционен отрасъл на промишлеността в страната. Обединеното кралство дълго време е било най-големият световен производител на чугун и стомана. Налице е спад на производството: докато през 1971 г. получените количества чугун и стомана са съответно 15 млн. т и 25 млн. т, през 1996 г. те са 13 и 18 млн. т. Отрасълът е развит в централните части (Шефилд) и по крайбрежието – Порт Толбът в Южен Уелс, Тиссайд, Рейвънсгрейк в Шотландия и други.

## Цветна металургия
Разчита се на вносен руден концентрат и затова повечето от предприятията са по морското крайбрежие и особено в естуарите на реките Темза, Клайд, Тайн и в Южен Уелс. Алуминиеви заводи има в град Хоулихед на остров Ангълси и Линмът в Североизточна Англия. Нов район за производство на цветни метали се образува в Северна Шотландия, където се използва евтина електроенергия, получавана от ВЕЦ. Основни центрове са Фойърс, Форт-Уилям, Кинлохливън и други.

### Машиностроене
Между старите отрасли е и корабоплаването, което изживява голяма криза. През 1812 г. в корабостроителниците на река Клайд в Глазгоу е построен първият параход в света. По-късно се строят пътнически гиганти като „Куийн Елизабет“ (83 000 брт). През 1970 г. тонажът на новопостроените кораби е бил 123 000 брт, а половината от тях са построени в Глазгоу. Други центрове са Чатам, Портсмът, Лондон. През 1996 г. са построени само 323 000 брт кораби.
Сравнително по-нов отрасъл е автомобилостроенето. През 1937 г., когато са произведени 500 000 автомобила, Обединеното кралство е заемало второ място в света. През 1964 г. са произведени 2 310 000 броя автомобили. След това производството непрекъснато спада.
През 1996 г. са произведени 1,7 млн. коли, от които 238 000 товарни. Така от второ място Обединеното кралство се озовава на 8-о място след САЩ, Япония, Германия, Франция, Южна Корея, Испания и Канада. В отрасъла властват „Бритиш мотор корпорейшън“ (65% от производството), „Воксхол“, „Форд“, „Рутс“, „Лейлънд мотор корпорейшън“. В „Дъгнъм форд“ се произвеждат марките „Зефир“, „Зодиак“, „Англия“ и „Консул“. Фирмата „Ролс-Ройс“, основана от Хенри Ройс през 1906 г., се слави с производството на специални скъпи автомобили за короновани глави, президенти и милионери. Първата автомобилна фабрика е открита в Оксфорд. Големи автомобилни центрове са Ковънтри, Бирмингам, Бристол, Лутън, Лондон, Кардиф, Ливърпул, Саутхемптън, Донкастър.
Важно значение има един от новите подотрасли – самолетостроенето. Строят се различни видове самолети – пътнически, товарни, военни, спортни. Фирмата „Дека“ има световна известност в изработването на радарни навигационни съоръжения.
През 90-те години на 20 век бързо развитие получават електрониката и електротехниката.

### Химическа промишленост
Химическата промишленост се отличава с разнообразна структура. Произвеждат се сярна киселина, сода, хлор. Содата се произвежда на основата на залежите на каменна сол в графствата Чешър и Дърам. Получават се изкуствени торове, пластмаси. Силно е нараснал делът на нефтохимията. В крайбрежните район са изградени големи нефторафинерийни комбинати, които в миналото са работили с вносен, а сега със собствен нефт.
След като английският учен Александър Флеминг получава пеницилина, в Обединеното кралство се изграждат много предприятия на фармацевтичната промишленост за производство на антибиотици и други лекарства.
През 1824 г. в Портланд е построена първата фабрика за цимент (тип „портлънд“). През 1996 г. са произведени 12 млн. т цимент.
В Страфърдшър се изработват качествени порцеланови изделия.

### Текстилна и обувна промишленост
Традициите на страната в текстилната промишленост са големи. За реномето на английския памучен, вълнен и ютен текстил са допринесли най-висококачествените вносни суровини в света – памук от Индия и Египет, вълна от Австралия и Нова Зеландия, юта от Бенгалия (Индия). Манчестър е световен център на памучния текстил. Произвеждат се годишно 270 млн. m² памучни тъкани и 90 млн. m² вълнени тъкани. Икономистът Шейрс казва по този повод: „Тази промишленост е цветът, силата, доходът и кръвта на Англия“. Брадфорд и Лийдс са центрове на вълнената индустрия. На тази база е силно развита конфекционната, трикотажната и пасмантерийната промишленост.
Лестър и Норич са центрове на производството на обувки и ръкавици.

### Хранително-вкусова промишленост
На базата на силно развития риболов, в който участват над 50 000 риболовци, се развива силна рибо-консервна промишленост. По улов на риба (1 млн. т) страната е между двадесетте страни с най-голям улов. Лови се и се обработва много селда, треска, камбала и скумрия.
Застъпени са всички производства на различни хранителни продукти, цигари и спиртни напитки, главно уиски, джин, ром. Само в Шотландия има над 100 фабрики за уиски. Големи количества от т.нар. „златна вода“ се изнасят в САЩ и редица други страни. Най-известни са марките „Джони Уокър“, „Балантайнс“, „Блек Хорс“, „Уайт Лейбъл“.

## Селско стопанство
По време на Втората световна война, когато Обединеното кралство е блокирано от немските подводници и трябва да се самозадоволява с продоволствие, започва да се обръща по-голямо внимание на селското стопанство, макар че Дания и Нидерландия продължават да бъдат „селските ферми на островното кралство“.
Селското стопанство, в което е заето 1,6% от трудоспособното население, осигурява 3/4 от потребностите на страната от селскостопанска продукция.
Главен подотрасъл е животновъдството, на което се падат 70% от обема на селскостопанското производство. За неговото развитие съществуват много благоприятни условия – естествени пасища и ливади, фуражни култури и пр. През 1996 г. страната разполага с 12 млн. глави едър рогат добитък, 29 млн. овце, 8 млн. свине, 130 млн. птици. Образувани са зони с ярко изразена животновъдна специализация: млечна – Югозападна, Чеширско-Ланкаширска низина, югозападната част на Средношотландската низина, Западно-Мидлъндска и др., специализация за месо – Източно-Мидлъндска, Североизточна Шотландия и други.
По степен на развитие на растениевъдството Обединеното кралство може да се сравнява с Дания и Нидерландия. Основни култури са зърнените, заемащи близо 60% от обработваемите площи на страната. От тях 35% са засети с ечемик, 20% с пшеница и само 2% с овес. През 1996 г. е получен добив на зърнени храни 24 млн. т, от които 16 млн. т пшеница и 8 млн. т ечемик. Житницата е Източна и Югоизточна Англия. Отглеждат се много картофи, плодове, зеленчуци. По оранжерийно производство на домати (18 хил. т) Обединеното кралство е на второ място в света след Нидерландия.

## Транспорт
Обединеното кралство е родината на първите железници, на първия локомотив „Рокет“ на Джордж Стивънсън. Първата жп линия между Стоктън на Тийс и Дарлингтън е открита през 1825 г., а втората, Ливърпул – Манчестър, през 1829 г. Само през 1961 – 1962 г. са закрити като излишни 8155 км жп линии. Дължината на действащите линии е 16 хил. км, от които 4 хил. км са електрифицирани.
Голямо развитие през 20 век получи автомобилният транспорт. Страната разполага с автопарк от 24 млн. леки коли. Пътната мрежа има дължина 350 000 км. Дължината на главните пътища е 15 000 км.
Дълго време Обединеното кралство е на първо място в света по морски флот. Негово притежание са били морските параходни колоси „Титаник“, „Куин Мери“, „Куин Елизабет“. Лондон е седалище на Lloyd's Register – световна регистрационна и застрахователна фирма. Флотът на страната непрекъснато намалява. През 1980 г. той е възлизал на 27 млн. т, през 1985 г. – на 13 млн. т, през 1989 г. – на 10 млн. т, а през 1996 г. – 9 млн. т. Обединеното кралство разполага със значителен речен флот, който използва плавателните реки и канали.
Многобройните вътрешни и задгранични авиолинии се поддържат от голямата авиокомпания „Бритиш еъруейс“

## Външноикономически връзки
В структурата на износа на страната преобладават готовите изделия – машини и оборудване (автомобили, стомана, химически изделия, нефтопродукти, медикаменти), а във вноса – предимно суровини (памук, вълна, руди и други). Главни търговски партньори на Обединеното кралство са страните от Европейския съюз, САЩ, Япония, както и страните от Британската общност. Разширява се търговският обмен с източноевропейските страни. Търговският баланс на страната е отрицателен. Дефицитът със страните от ЕС достигна 17 млрд. долара, с Япония – 3 млрд. долара. Със САЩ балансът е положителен и възлиза на 3 млрд. долара.
През декември 2021 г. Обединеното кралство сключва с Австралия първото си споразумение за свободна търговия след напускането на Европейския съюз. По силата му компании от Обединеното кралство ще могат да участват в търгове за доставка на различни стоки или услуги в публичния сектор на Австралия. Граждани на Обединеното кралство на възраст между 18 и 35 години, които идват в Австралия по работа или за пътуване, ще могат да останат в страната за период от 3 години без виза.

## Икономически райони
Обединеното кралство се дели на следните 7 икономически района:
- Югоизточна Англия
- Югозападна Англия
- Централна Англия
- Уелс
- Северна Англия
- Шотландия
- Северна Ирландия (Ълстър)